# Antoni Lucchetti
Antoni Lucchetti i Farré (n. Barcelona, 11 de septiembre de 1940) es un actor, director de cine, abogado y político español, hermano de los también actores Francesc Lucchetti y Alfred Lucchetti.

## Biografía
Licenciado en ciencias económicas y en derecho, y doctor en Historia Económica. De 1962 a 1975 fue director comercial de una empresa del ramo de la electrónica, en 1976 fue economista para el Ministerio de Comercio y Turismo de España y de 1976 a 1980 para la Comisión Obrera Nacional de Cataluña.
En 1963, trabajó con los grupos de teatro independiente El Camaleó y La Pipironda. En 1968, realizó con Agustí Coromines i Casals el cortometraje de denuncia No se admite personal, donde mostraba a los parados de Barcelona que esperaban a que se les diera trabajo en Plaza Urquinaona.
Militó en el PSUC, del que en 1977 fue nombrado miembro del comité central, del comité ejecutivo y del secretariado. Fue escogido diputado en las elecciones al Parlament de Catalunya de 1980 y 1984 formó parte de la Comisión Mixta de Valoraciones de los Traspasos del Parlamento de Cataluña. De 1984 a 1986 fue director de los Servicios de Hacienda del Ayuntamiento de Santa Coloma de Gramenet. Fue concejal por Iniciativa per Catalunya al Ayuntamiento de Barcelona de 1987 a 1995, donde destacó por su actitud crítica con el proyecto de la Barcelona Olímpica de Pasqual Maragall.
Durante la crisis del PSUC de los años 1980, dio apoyo al secretario general Francisco Frutos, y desde 1986 a Rafael Ribó. Cuando el sector más prosoviético abandonó el PSUC para fundar el Partit dels Comunistes de Catalunya siguió fiel al PSUC y continuó como miembro del Comité Central. Desde 1995 hasta 2006 ha sido profesor del Departamento de Historia e Instituciones Económicas de la Universidad de Barcelona.
En 1996, su actitud crítica hacia Iniciativa per Catalunya lo llevó a promover una candidatura alternativa en la IV Asamblea de IC y a la fundación de PSUC viu. En las elecciones al Parlament de Catalunya de 1999 promovió la candidatura de Esquerra Unida i Alternativa con Izquierda Unida, el PCC y PSUC viu, pero no fue escogida.

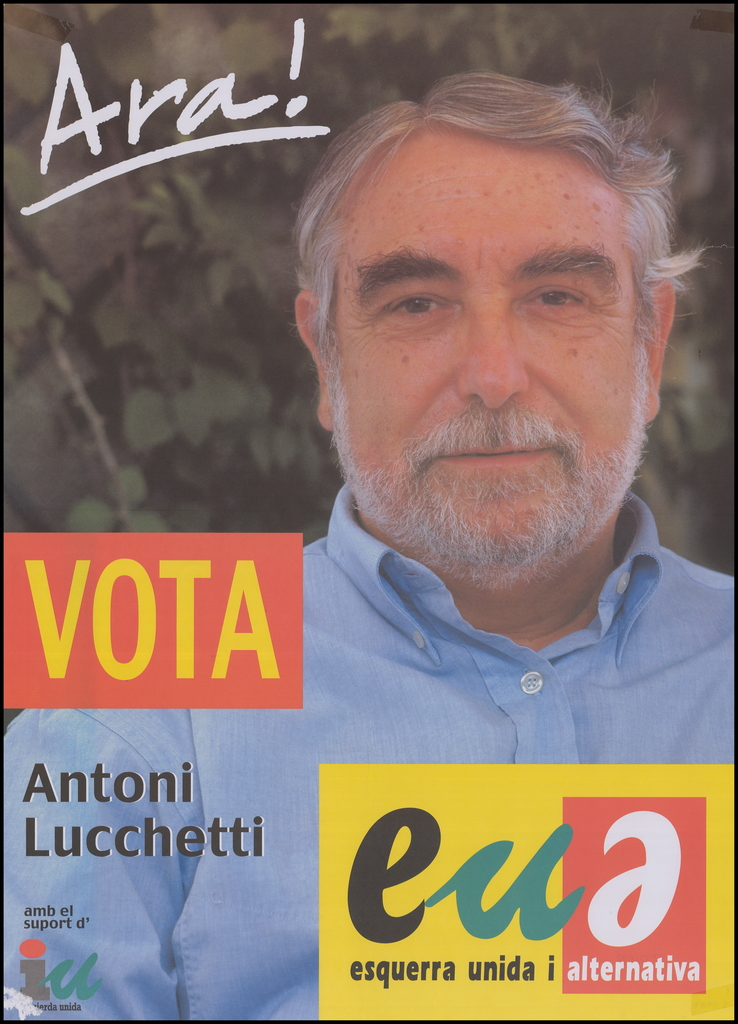
Cartel Ara! vota EUA Esquerra Unida i Alternativa: amb el suport d'IU de 1999, en el que aparece Antoni Lucchetti.

Actualmente ejerce como abogado penalista y es miembro del Grupo CATORZEDABRIL, dedicado al teatro de la memoria histórica. Sigue militando en el PSUC viu.